# Ferrovia Abidjan-Ouagadougou
La ferrovia Abidjan-Ouagadougou (in francese Ligne d'Abidjan à Ouagadougou) è una linea ferroviaria internazionale che unisce Abidjan, la più grande città della Costa d'Avorio, con Ouagadougou, la capitale del Burkina Faso.

## Storia
Nel 1894, Jean-Baptiste Marchand, allora capitano, propose la creazione di una ferrovia per collegare la costa e l'interno della colonia francese della Costa d'Avorio. Diversi percorsi furono studiati dall'amministrazione dei lavori pubblici, che nel 1903 scelse Abidjan come punto di partenza per una linea fino al "paese dei Baulé". I lavori iniziarono poco dopo, ma subirono un rapido ritardo a causa delle difficoltà incontrate. Tra queste, l'ostilità di alcune popolazioni locali, in particolare la rivolta degli Abé nel 1910.
Nel 1913 i lavori raggiunsero Bouaké, a 315 chilometri da Abidjan, prima di essere sospesi a causa dello scoppio della prima guerra mondiale.
I lavori ripresero nel 1920. Ferkessedougou fu raggiunta nel 1929, mentre Bobo-Dioulasso cinque anni più tardi. I lavori furono quindi interrotti per riprendere la tratta da Abidjan ad Agboville.
Le opere di costruzione rallentarono nuovamente durante la seconda guerra mondiale. La linea raggiunse infine Ouagadougou nell'ottobre 1954, dopo 51 anni di lavori.